# Output Recordings
Output Recordings est un label indépendant anglais fondé par Trevor Jackson en 1996. Le catalogue du label compte une centaine de titres publiés de 1996 à 2006.